# 바덴 혁명
바덴 혁명(독일어: Badische Revolution)은 1848년 바덴 대공국에서 일어난 봉기였다. 독일 연방 가맹국들 전역에서 일어난 자유주의적 3월 혁명의 일부로서 일어났다. 독일 서남부의 바덴에서도 급진민주주의의 영향이 팽배하여 주권재민의 공화국을 건설하려는 시도가 이루어졌다.
바덴 혁명의 고점은 1848년 4월의 헤커 봉기, 1848년 9월의 스트루베 폭동, 1849년 5월의 독일국 헌법 전역이었다. 1849년 7월 23일 프로이센이 이끄는 독일연방군이 라슈타트 요새를 함락시키면서 혁명은 진압되었다.
카를 마르크스가 이 혁명에 적극적으로 참여했고, 군복무 경험이 있던 프리드리히 엥겔스는 아우구스트 빌리히의 혁명군에 합류해 직접 전투에 종군했다. 바덴 혁명이 실패로 돌아가고 요제프 몰 등 간부들이 사망하면서 최초의 공산주의 결사체였던 공산주의자동맹은 세력이 궤멸되었다.